# Szentes
Szentes város Csongrád-Csanád vármegyében, a Szentesi járás székhelye. Szeged és Hódmezővásárhely után a vármegye harmadik legnépesebb települése.

## Fekvése
A Tiszántúlon, a Dél-Alföldön, a Maros–Körös közén, a Csongrádi-síkon helyezkedik el, Csongrád-Csanád vármegye északi részén a Tiszától keletre, vagyis a folyó bal partján. Belterületét az egykor folyónak számító, ma már inkább csak csatornának tekinthető Kurca szeli ketté; közigazgatási területe ugyanakkor messze északra felnyúlik, így a tiszai torkolata előtti, nagyjából 8-10 kilométeres szakaszán érinti a határát a Hármas-Körös is.
A város régóta tiszai átkelőhely; 1903-ban épült fel az első Tisza-hídja (a mai vasúti híd sokáig közúti-vasúti híd volt), majd 1981-ben megépült az önálló közúti híd is.

### Megközelítése
Közúton északi és déli irányból, Kunszentmárton, illetve Hódmezővásárhely felől a 45-ös főúton, nyugati irányból, Kiskunfélegyháza-Csongrád, illetve az 5-ös főút és az M5-ös autópálya felől a 451-es főúton közelíthető meg. (Utóbbinak 1998-ban készült el a várost elkerülő szakasza, ami mentesíti a városközpontot az átmenő teherforgalom alól.)
A környező települések közül Szarvassal a 4401-es, Orosházával a 4406-os, Derekegyházzal és Nagymágoccsal a 4405-ös, Nagytőkével a 4516-os, Szegvárral és Mindszenttel a 4521-es, Fábiánsebestyénnel, Nagyszénással és Gyomaendrőddel pedig a 4642-es utak kötik össze. Érinti még a területét a 4445-ös út, amelynek fő szerepe, hogy a város lakott részeit elkerülő összeköttetést biztosítson Fábiánsebestyén és a 45-ös főút között, illetve a 4402-es út, amelynek hasonló átkötő szerepe van Szentes északi külterületei és Eperjes között.
Vasúton négy irányból érhető el a város: a 147-es számú Kiskunfélegyháza–Orosháza-vasútvonal és a 130-as számú Szolnok–Hódmezővásárhely–Makó-vasútvonal keresztezi itt egymást. Két közös megállási pontjuk a belváros keleti szélén Szentes vasútállomás és attól északra, Hékéd városrészben Hékéd megállóhely. A 130-as vonalon további szentesi megállóhelyek: Kistőke megállóhely az északi, és a 2007 óta nem üzemelő Berekhát megállóhely a déli határban. A 147-es vonalnak további öt megállóhelye volt Szentesen: Csongrád felé Várfok és Tiszahídfő, Fábiánsebestyén felé Kántorhalom, Lapistó és Dónát, de ma már csak ez utóbbi működik.
Szentes első vasútvonalát 1887-ben nyitották meg a város és Kunszentmárton közt, a következő vonal a Szentes-Hódmezővásárhely közti vonal volt 1893-ban, majd 1906-ban megnyílt a Csongrád-Szentes-Orosháza vasútvonal. Egyre több település került be a vasúti forgalom vérkeringésébe, mely által bővült a teher- és személyforgalom, fejlődött az ipar és a kereskedelem. Az utolsó két évtizedben az úthálózatok fejlődésével, a teher- és személygépkocsik valamint a távolsági buszjáratok elterjedésével vasúti jelentősége sajnos csökken. Mindazonáltal a szentesi vasútállomás is folyamatosan működik, vasúton is könnyen megközelíthető a település.
Bár a közlekedésben nem játszik számottevő szerepet, de a város megközelíthető vízen is, a szentesi hajóállomás alkalmas tiszai kirándulóhajók kikötésére. A szentesi repülőtér a 45-ös út mellett található, füves kifutópályáján leszállhatnak kisebb motoros repülőgépek valamint vitorlázórepülés-oktatás folyik.
A többi ilyen méretű városhoz hasonlóan Szentesen is üzemelnek helyi autóbuszjáratok, igaz Szentes autóbusz-közlekedése az utóbbi időben sokat vesztett jelentőségéből, és évről évre kevesebb járat közlekedik.

## Története

### A honfoglalás előtt
A térség az újkőkorszak óta lakott hely. A neolit kori leletek egyik legértékesebb darabja a szomszédos Szegvár-Tűzkövesi feltárási területen talált ún. Sarlós Isten szobra, amely az újkőkorból szinte az egyedüli férfi alakban ábrázolt istenség. A népvándorlás évszázadaiban (I–VI. sz.) különböző népcsoportok váltották egymást, ezt a vidéken talált jazig, szarmata, gepida, hun és avar sírok százai tanúsítják. Egyes feltevések szerint Szentes térségében, a Tisza–Körös szögletében állott Attila (433–453) sátorvárosa, vélhetően a hun fejedelem sírja is ezen a vidéken keresendő. Árpád-kori sírok a város határának több pontján is előkerültek. A népvándorlás és a honfoglalás korából származó régészeti leleteket az 1897-es alapítású szentesi Koszta József Múzeum őrzi.

### Alapítástól a mohácsi vészig
A legkorábbi írásos emlék a Kurca nevét örökítette meg, amely I. Géza (1074–1077) 1075-ben kelt oklevelében fordul elő először Curica alakban. A település legkorábbi említését birtokosztás kapcsán egy 1332-ben kelt oklevél tartotta fenn Scenthus (Szentüs) alakban; akkor már az Ond törzséből származó Bor-Kalán nemzetség birtoka, és kőtemploma volt Szent András apostol tiszteletére. A későbbiekben írták Zenmpthesnek, Zenthesnek is; a mai írásmód 1665-től vált általánossá.
Szentes nevének eredetét mindeddig nem sikerült megnyugtatóan tisztázni. Egy helyi legenda – amely az ún. Petrák-krónikában maradt fenn – Zendus János magyar hadvezérhez köti, aki a szájhagyomány szerint megalapítója, megmentője, egyszersmind első földesura volt Szentesnek; a történettudomány azonban ilyen nevű magyar hadvezérről nem tud. Egy másik vélemény szerint Szentes neve az első birtokosok, a Szente-Mágócs család nevéből származik, viszont egyetlen korabeli irat sem igazolja e nemzetség itteni birtoklását.
Szentes környéke az államalapítás idején a királyi család kezén volt, így kaphatott itt birtokot a Zalavári és a Garamszentbenedeki apátság, valamint a Dömösi Prépostság.
A helytörténészek egyre több adattal rendelkeznek arra vonatkozóan, hogy Szentes határában, a Kurca és a Veker-ér összefolyásánál állt a tatárjárásig a Csongrádi vár. Csongrádot a középkori térképek a Tisza szentesi oldalán jelölik, csak később települt át jelenlegi helyére.

### Szentes a hódoltság alatt
A mohácsi csatavesztés (1526) után a vidék települései három felé adóztak, így aki tehette elmenekült. Ezt bizonyítja a gyulai vár tisztjei által készített 1553. évi adóösszeírás, amelyben csak négy Csongrád megyei község szerepel összesen 36 portával, ebből Szentesre 20 porta esett. A tiszántúli falvak a legnagyobb pusztítást az 1566. évi török hadjárat során élték át, amely jórészt az első ízben alkalmazott tatár segédcsapatok kegyetlenkedéseinek tudható be. Több környékbeli település ekkor tűnt el végleg a térképről, s nevük csak határnévként élt tovább (például Ecser).
Szentes viszonylag hamar kiheverte a pusztítást. Az 1570. évi török adóösszeírás 106 szentesi adófizetőt regisztrált. Ennél többet csak Vásárhelyen írtak össze. A tizenöt éves háború idején (1593–1606) ismét lángba borult a vidék. Szentes lakói a környező nádasokba menekültek, de a város nem kerülhette el a kifosztását. Ekkor pusztult el szinte teljesen a szomszédos Hékéd, Tőke, Szentlászló, Királyság, Dónáttornya, Veresháza. E falvak lakóinak többsége Szentesen keresett menedéket. A város ismét gyorsan kiheverte a pusztítást. A váci püspökség 1628. évi dézsmajegyzéke Szentest már „jó városnak” mondja, ahol a református egyház összeírása szerint – 115 ház található. 1647-ben III. Ferdinánd seregei mértek vereséget a város határában a török erőkre, de a török erősítés megérkezésével vissza kellett vonulniuk. A város megpróbáltatásainak Szeged várának visszavétele (1686) se vetett véget: Gyula sikertelen ostroma után, 1693-ban a krími tatárok ismét kifosztották és felperzselték a vidéket, élelmiszert gyűjtve a gyulai vár szorongatott védőinek.

### A Rákóczi-szabadságharctól a reformkorig
A törökök után 1709-ben a pestis érkezett a városba. Közel 1000 halálos áldozata volt.
Szentesen 1715-ben összesen 230 családot vettek jegyzékbe, ebből 121 jobbágy, 58 házas zsellér és 51 házatlan zsellér család volt. A 18. század elején báró Harruckern János György fellendítette a város gazdaságát: itt látták el élelemmel a császári katonákat. A fia Ferenc pedig katolikus iparosokat hozatott a városba, így a város népessége gyorsan nőtt.
1773-ban már 7249 lakost írtak össze, akik közül 5283 fő a református, 1901 fő a római katolikus, 49 fő az evangélikus és 16 fő az ortodox egyházhoz tartozott. A hitfelekezetek száma az elkövetkező évtizedekben újabbakkal szaporodott, jelezve, hogy háttérbe szorultak a vallási alapon történő kirekesztő törekvések.
A város ügyeit intéző főbíró és a 12 esküdtből álló tanács a hivatalos leveleket 1730-tól a város pálmafát ábrázoló pecsétjével hitelesítette, mely ábra utóbb a település címerképévé vált. A pálmafa szimbólum a református egyház közvetítésével került a város címerébe. A kortársak – a közelmúlt gyötrelmeire gondolva – az örökzöld pálmával a szentesi nép szívós élni akarását, a megpróbáltatásokkal szembeni dacos kiállását és örökös megújulását kívánták kifejezni. Ahogy a biblikus mondás tartja: Palma sub pondere crescit = Teher alatt nő a pálma.
1820-as évek szerint a város lakosainak száma 16 134 fő (férfi 8277, nő 7857); a családok száma 2979; a házak száma 2282. Foglalkozás szerinti megoszlás: értelmiségi 5, telkes gazda 625, zsellér 1491, házatlan zsellér 729, cseléd 253, cselédlány 70, iparos 320, segéd 93, kalmár 7, kereskedő 17. A férfiak felekezeti megoszlása: református 5298, római katolikus 2499, evangélikus 197, ortodox 178, zsidó 76.
1836. január 10-én a földesurak megbízottai és Szentes birtokos lakói aláírták az örökváltsági és a legelőelkülönítési szerződést. Ennek értelmében a földesurak átadják a törvényhatóságot (közigazgatást és a jogszolgáltatást), a külső és a belső telkeket, az uradalom Szentesen lévő épületeit és mindezek jövedelmét, mindenféle haszonvételt és a birtoklással járó kötelezettségeket. Mindezért Szentes fizet 1000 császári aranyat azonnal, 1 357 072 forintot ezüstben, két részletben, legkésőbb 1837. január 1-jéig. Ez a summa 25 évi földesúri szolgáltatás összege volt.
E rendkívül magas összeg vállalásával Szentes óriási terhet vett magára. Az adósságok halmozódtak, újabb kölcsönökből régieket törlesztett a város. Az örökváltság veszélybe került. Megmentése érdekében a szentesi birtokosok 1837. április 19-én pótszerződést kötöttek a grófokkal. Ez az örökváltság legtöbb pontját érintetlenül hagyta, de a törlesztés módjában gyökeres változást hozott. A váltságösszeget 20 év alatt kellett törleszteni 5%-os kamattal. A tartozás zálogául Szentes 20 000 hold földet lekötött a grófok számára. A pótszerződés szerint, ha a váltság így sem sikerülne, a város visszaesik régi, úrbéres állapotába. Az örökváltsági szerződés emléktáblája ma a városháza falán látható.

### Szentes a 20. században
- A mai Románia területén, a Bánságban levő Újmusnicát 1902-ben Szentesről érkezett telepesek alapították meg.
- 1908. október 25-én a Szentesi Általános Népkör nyilvános népgyűlést tartott a Tyúkpiac téren, amelynek napirendjén az általános és titkos választójog kérdése, valamint a nép gazdasági helyzetének megvitatása szerepelt.[6]
- Szentes 1883 és 1950 között Csongrád vármegye székhelye volt.

## Közélete

### Polgármesterei
- 1990–1994: Dr. Rébeli Szabó József (nem ismert)[7]
- 1994–1998: Szirbik Imre (MSZP-SZDSZ)[8]
- 1998–2002: Szirbik Imre (MSZP-SZDSZ)[9]
- 2002–2006: Szirbik Imre (MSZP)[10]
- 2006–2010: Szirbik Imre (MSZP-SZDSZ)[11]
- 2010–2014: Szirbik Imre (MSZP)[12]
- 2014–2019: Szirbik Imre (MSZP-DK-Együtt-PM)[13]
- 2019–2024: Szabó Zoltán Ferenc (Jövőnk Szentes Egyesület)[14]
- 2024– : Szabó Zoltán Ferenc (Jövőnk Szentes Egyesület)[1]

### A 2024-es önkormányzati választás eredménye
- A polgármester-választás eredménye[15]

| Jelölt neve         | Jelölő szervezet(ek) | Jelölő szervezet(ek) | Szavazatok száma | Szavazatok aránya |
| ------------------- | -------------------- | -------------------- | ---------------- | ----------------- |
| Szabó Zoltán Ferenc |                      | Jössz                | 6238             | 51,01%            |
| Bozó Zoltán         |                      | Fidesz – KDNP        | 5218             | 42,67%            |
| Baranyi László      |                      | Mi Hazánk            | 773              | 6,32%             |
| Összesen            |                      |                      | 12 229           | 100%              |

- A 2024-es időközi önkormányzati választás eredménye[16][17]

| Párt | Párt          | Mandátumok | Képviselő-testület | Képviselő-testület | Képviselő-testület | Képviselő-testület | Képviselő-testület | Képviselő-testület | Képviselő-testület | Képviselő-testület | Képviselő-testület | Képviselő-testület | Képviselő-testület |
| ---- | ------------- | ---------- | ------------------ | ------------------ | ------------------ | ------------------ | ------------------ | ------------------ | ------------------ | ------------------ | ------------------ | ------------------ | ------------------ |
|      | Jössz         | 10         | P                  |                    |                    |                    |                    |                    |                    |                    |                    |                    |                    |
|      | Fidesz – KDNP | 4          |                    |                    |                    |                    |                    |                    |                    |                    |                    |                    |                    |
|      | Mi Hazánk     | 1          |                    |                    |                    |                    |                    |                    |                    |                    |                    |                    |                    |

## Népesség
| Lakosok száma | 28 456 | 28 190 | 27 080 | 26 218 | 25 079 | 25 417 | 24 905 |
|               | 2013   | 2014   | 2018   | 2021   | 2022   | 2023   | 2024   |

2001-ben a város lakosságának 99%-a magyar, 1%-a egyéb (főleg cigány és német) nemzetiségűnek vallotta magát.
A 2011-es népszámlálás során a lakosok 85,8%-a magyarnak, 1,7% cigánynak, 0,3% németnek mondta magát (14,1% nem nyilatkozott; a kettős identitások miatt a végösszeg nagyobb lehet 100%-nál). A vallási megoszlás a következő volt: római katolikus 23,6%, református 14,5%, evangélikus 1%, görögkatolikus 0,2%, felekezeten kívüli 30,9% (28,8% nem nyilatkozott).
2022-ben a lakosság 90,3%-a vallotta magát magyarnak, 1,2% cigánynak, 0,4% németnek, 0,2% ukránnak, 0,1-0,1% bolgárnak, szlováknak, szerbnek, románnak és lengyelnek, 2,7% egyéb, nem hazai nemzetiségűnek (9,3% nem nyilatkozott; a kettős identitások miatt a végösszeg nagyobb lehet 100%-nál). Vallásuk szerint 18,2% volt római katolikus, 12,6% református, 1,2% evangélikus, 0,2% görög katolikus, 0,2% ortodox, 0,8% egyéb keresztény, 1,3% egyéb katolikus, 26% felekezeten kívüli (39,3% nem válaszolt).

## Műemlékek, látnivalók

### Ecseri templomrom

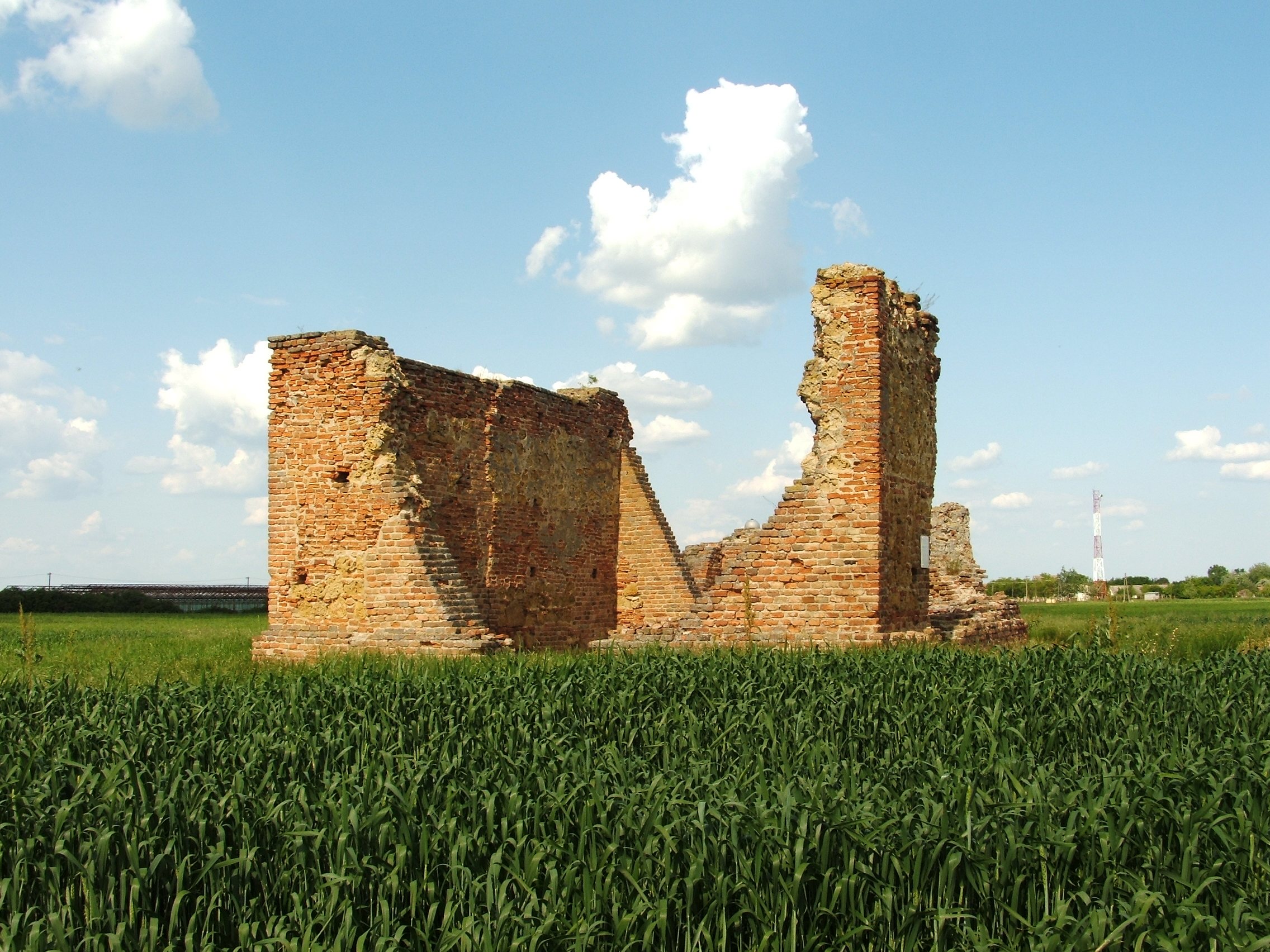
Az ecseri templomrom

A mai Ecser határrészen a török idők előtt falu állt, tulajdonosa a Dömösi Prépostság volt. Templomának romjai ma is fellelhetők a Szentesről Szarvasra vezető mellékút kajánújfalui szakaszánál, az északi oldalon egy szántóföldön, a Veker csatornához közel. A templom közvetlenül az esztergomi érsekhez tartozott, a lelki gondozást ferencesek látták el. A templomról Gyalus László építész készített felmérési rajzot 1898-ban. Az ablakai román koriak, a szentély a nyolcszög három oldalával zárul, egyetlen támpillérrel ami utólagos hozzátoldás. 1733-ban még álltak a torony romjai, ma már nem látható. A falazási technika is román korra vall, de feltételezhető bővítés is (terméskő és tégla felhasználásával készült). Építése a 13. század második felére tehető. A romokat 1961-62-ben tárták föl.

### Szent Anna római katolikus nagytemplom

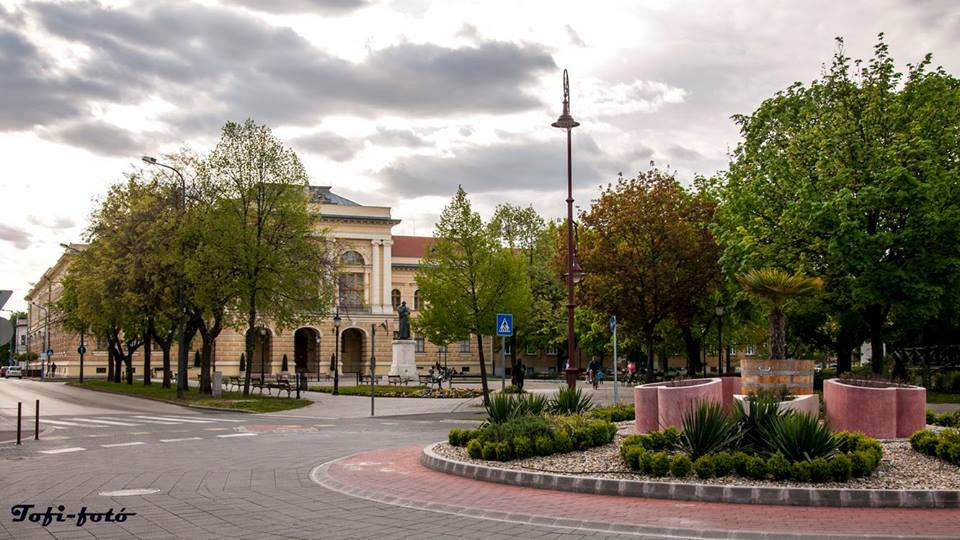
Kossuth-tér

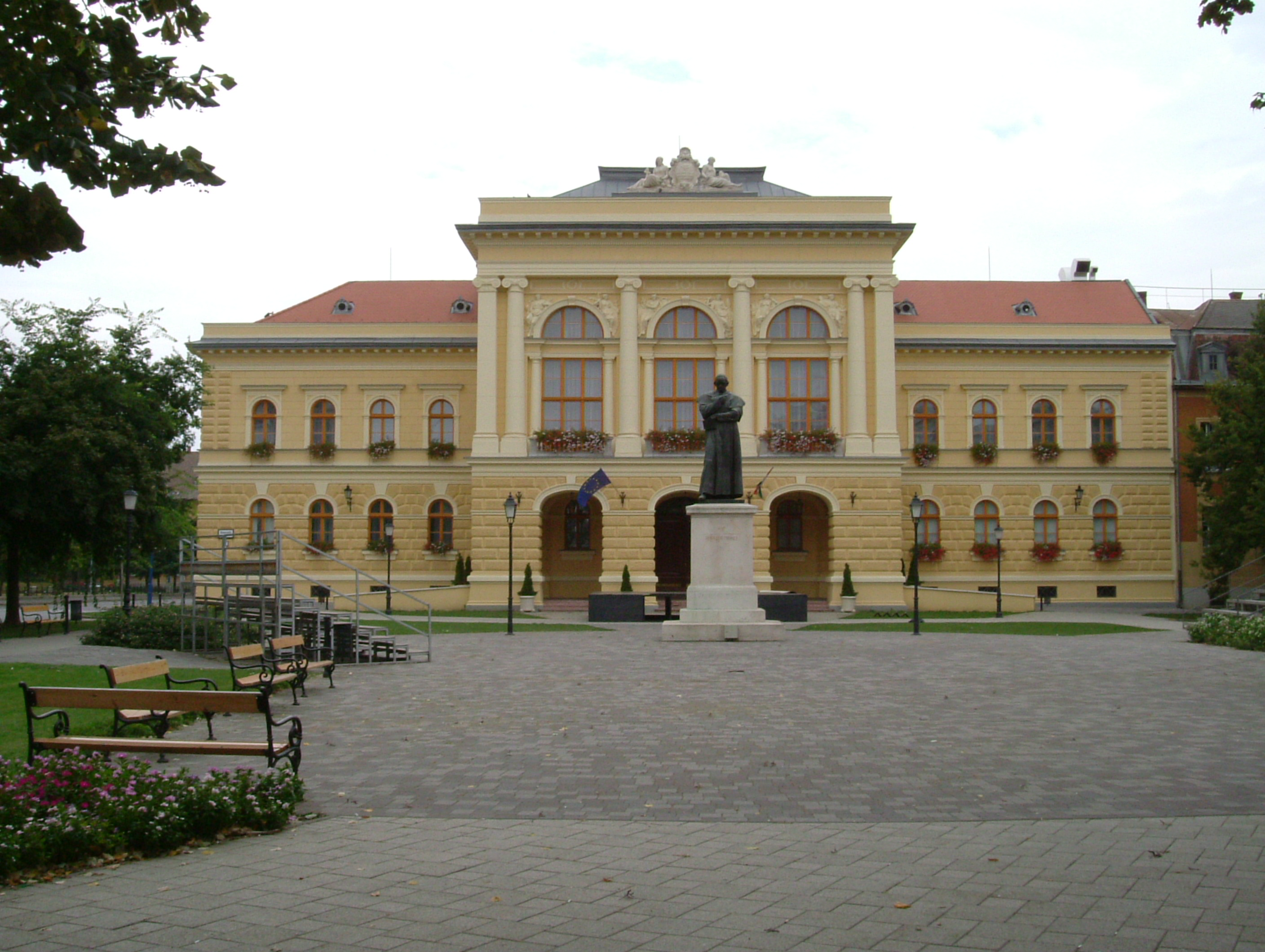
Volt megyeháza

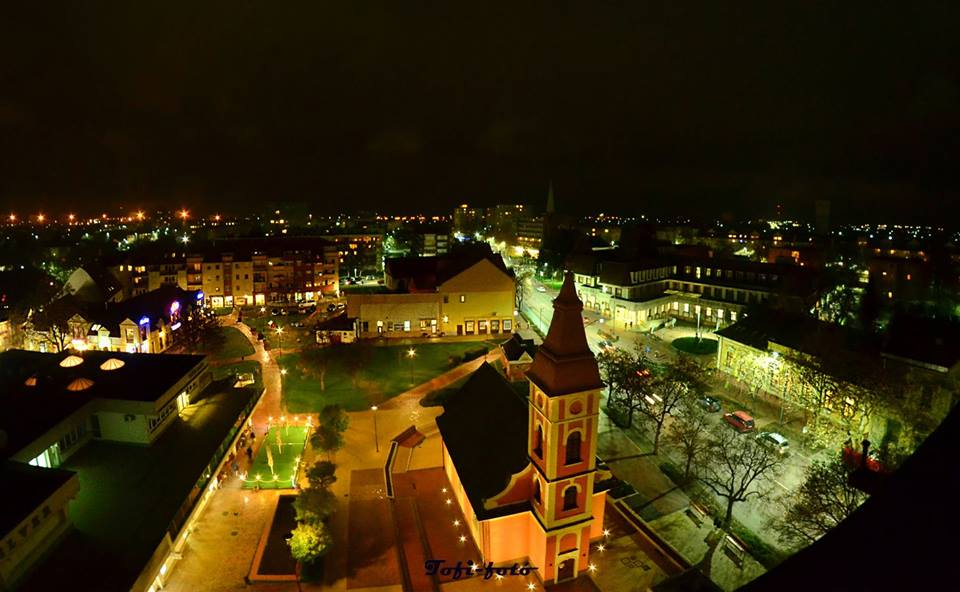
Görögkeleti templom

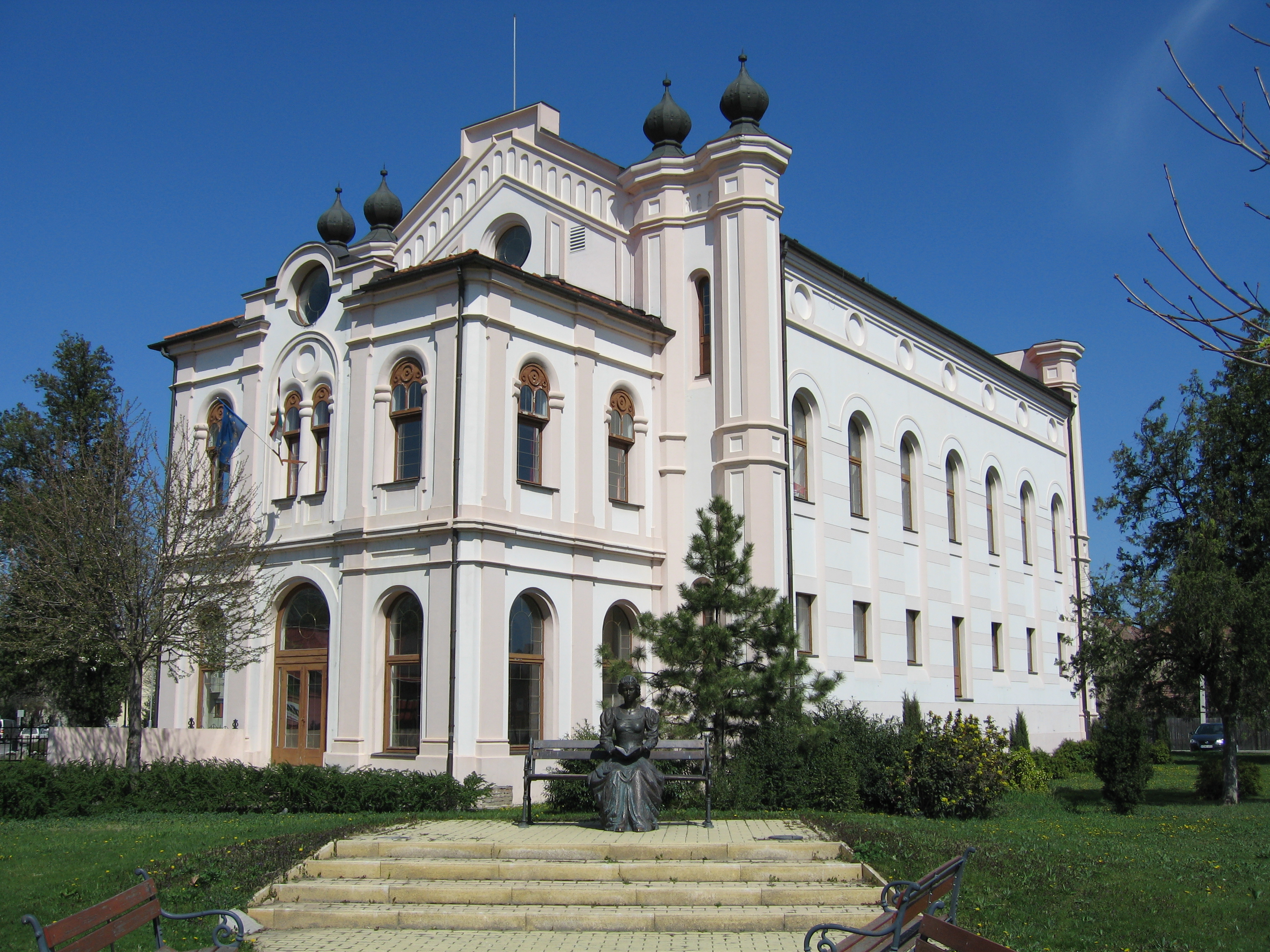
Szentes A felújított zsinagóga

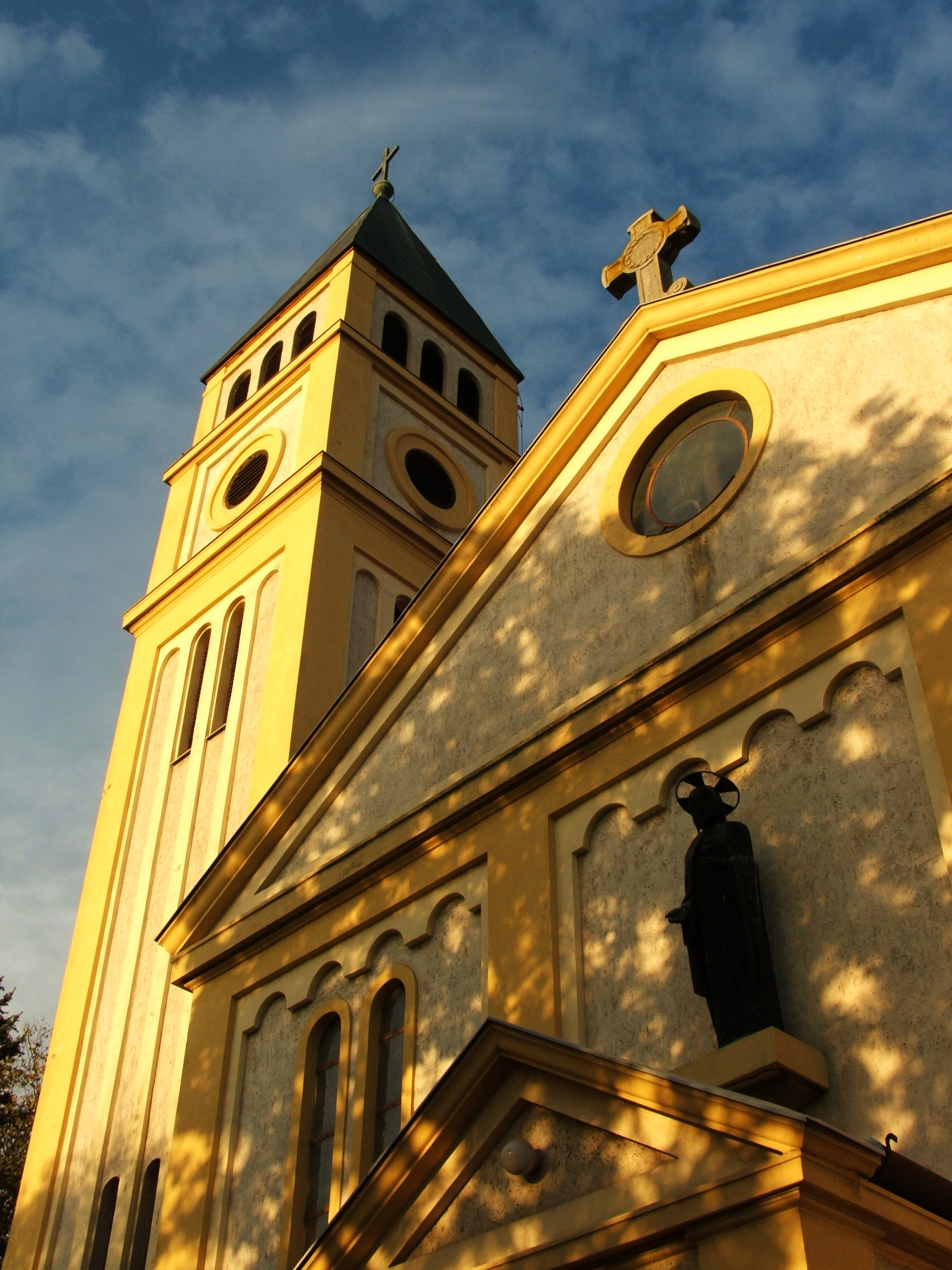
A Jézus Szíve katolikus templom

A város Szent András apostol tiszteletére szentelt templomát 1332-ben említik először. Az épületet a 16. századtól a református vallásra áttért szentesiek tovább használták, és igyekeztek karban is tartani. 1697-ben egy átvonuló török segédhad felgyújtotta, de 1701-re kijavították.
1745-ben Mária Terézia rendeletére támaszkodva a presbitérium a templom jelentős bővítésére kért engedélyt, az eljárás során azonban kiderült, hogy az épület eredeti rendeltetése katolikus templom volt, így 1746-ban visszaítélték a korábbi tulajdonosnak. Egy év türelmi idő után, ami alatt a reformátusok felépíthették megfelelő méretű új templomukat, az épületet és tartozékait (parókia, iskola) 1747-ben a katolikus egyház megkapta, de a református lelkész és tanító még ez után is lakhatta az épületeket. (A dokumentáció részeként fennmaradt alaprajz félköríves szentéllyel záródó épületet mutat, ami román kori építésre utal.) Mivel az eredeti védőszent neve feledésbe ment, a templom újbóli megáldásakor a visszavétel napján ünnepelt Szent Anna és Joáchim tiszteletére szentelték fel.
A templomot 1748 és 1750 között kétszer és jelentősen tatarozták, majd
1767-ben az addig különálló, középkori eredetű toronyig (amit az arányosság érdekében jelentősen megmagasítottak) meghosszabbították. A számos építési fázisban épült templom tatarozását később az uradalom elhanyagolta, majd az 1834-es földrengés megrongálta. A rossz állapotú templomot a váci püspök 1842-ben bezáratta, majd 1844-ben lebontották. Megmaradt viszont a torony, amit újfent megmagasítottak, és ehhez igazítva épült meg a mai templom, melyet 1847-ben áldott meg Leeb Mátyás plébános.
Első orgonája 1750-ben Budán készült, ez egy hatváltozatos tremolós hangszer volt. 1830 körül javították, és a század végéig megvolt, későbbi sorsa ismeretlen. 1889-ben a pécsi Angster József orgonaépítővel új orgonát építtettek. A templom oltárai és szószéke az 1890-es évek neobarokk stílusát hordozzák. A főoltár a templom védőszentjének, Szent Annának a tiszteletére készült. Az oromzati képen „Szent István felajánlja a koronát Máriának” kompozíció látható. A templom berendezési tárgyai közül egyik legrégebbi az 1760-as évekből származó barokk papi karosszék és a Nagyhéten használatos Szent Sír oltára. A tölgyfa padokat Antal János szentesi asztalosmester készítette 1846-50 között. A mennyezet képeit 1910-ben Endre Béla és Rudnay Gyula festette. A templom előtti téren 1886-ban neoreneszánsz Szentháromság-oszlopot állítottak. Az oszlop törzséhez a négy evangelista szobrát állították fel. A toronyban 1767 óta van óra. Az első szerkezetből ma már csak a gépezet és az óramutatók közti kihajtás van meg, a ma működő órát a beütött jegyek szerint Bogyó szentesi órás 1870-ben építette. A szerkezetet (villanymotorral felhúzott) kősúlyok hajtják, és alkalmas lenne negyedütésre is, de ez jelenleg le van kapcsolva.

### Református nagytemplom
1746-ban a reformátusokat Mária Terézia kötelezte az egykor katolikus templom visszaadására, engedélyezve azonban új és megfelelő méretű templom építését. Ez tégla alapon vályog falakkal 1747 decemberére készült el, de 1760-ban leégett. 1761-ben már teljesen tégla falakkal új épület került a korábbi alapra, ami elé később torony is épült. Amikor ez a templom már kicsinek bizonyult, a toronyhoz igazodva a régi épület köré felépült a ma is álló templom. Tornyán a Mária Teréziát és fiát II. Józsefet dicsőítő, 1774-ben felhelyezett ellipszis alakú, vörösmészkő tábla ma is megvan.
Kiss Bálint református lelkész közreműködésével Fischer Ágoston kecskeméti építészt bízták meg a tervek elkészítésével. A végleges formáját elnyert építmény a legnagyobb magyarországi templomok sorába tartozik. A 40 métert meghaladó torony klasszicista, az épület többi része késő barokk (copf) stílusjegyeket hordoz. A főbejárat kőkeretes, szemöldökíves kiképzésű, a torony legömbölyített sarkainál szintekre tagolt pilaszterek futnak. Kosáríves oromzata fölött vas korláttal védett körüljáró látható. A torony magasított, rézből készült, bordázott félgömb kupolával van fedve.
Az északi homlokzaton a falpillérek között szegmentíves ablakok láthatók. A déli homlokzatot 1891-ben támpillér sorral erősítették meg. A templom nyugati vége egyenes záródású, sarkai lekerekítettek.
A 48 x 24 méteres belső térben kialakított emeletes karzat aszimmetrikus, a hajó északi oldalán és a két rövid végén állnak. A karzat mellvédjén copf füzérdíszítés látható. A szószék késő copf stílusú, politúrozott felülettel, aranyozott szegélyekkel, kékesszürke márványozott oszloptesttel és vázadísszel készült alkotás. A ma is üzemelő orgona Angster József és fia pécsi mesterek munkája. A templom felszereléséhez 18. századi iparművészeti tárgyak is tartoznak: ónlámpák, ónkannák, úrasztali pohár.
Az utóbbi évtizedekben az épület állaga sokat romlott, teljes felújítása 2008-ban befejeződött. A munkálatok részeként sikerült megállapítani a korábbi építési fázisok sorrendjét, és írott forrásainkban nem említett adatokhoz jutottunk.

### Zsinagóga (könyvtár)
A szentesi zsinagóga 1868-1872 között épült romantikus stílusban Knábe Ignác budai építőmester tervei alapján. Felújították 1997-1998-ban Terney László építészmérnök tervei alapján, s városi könyvtárként működteti Szentes város önkormányzata.
A holokauszt időszakában mintegy háromszáz szentesi zsidót gyilkoltak meg a koncentrációs táborokban. Jelenleg csak egy kis lélekszámú közösség él a városban.

### Megyeháza
A város főterén áll az 1883-ban épült neoreneszánsz stílusú volt megyeháza, ami őrzi Szentes 1883 és 1950 közötti megyeszékhelyi rangjának emlékét. Az épületet Makay Endre tervezte. Építése már 1881-ben elkezdődött, de a kivitelező vállalkozó rossz minőségű anyagokat használt, emiatt statikai hibák keletkeztek, így egy éven keresztül állt az építkezés. Az első ünnepélyes megyegyűlést 1883. december 10-én tartották.
A megyeháza homlokzati nagy ablakainál 6 nőalak-szobor található, amelyek különböző mesterségeket ábrázolnak: mezőgazdaság, háziipar, hajózás, vadászat, kereskedelem, halászat. A homlokzat fala eredetileg csupasz téglákból állt volna, de végül be kellett vakolni a téglák eltérő színe miatt.
Hódmezővásárhely 1950-es megyeszékhellyé emelése után az épületben a Szentes Járási Tanács és a járási földhivatal kapott helyett, valamint itt maradt a megyei levéltár is. A járási rendszer 1984-es megszűnése után egyéb irodák kaptak benne helyet, de a 90-es évekre csak a levéltár maradt dacolva az épület addigra jelentősen leromlott állapotával.
A teljes felújításra 2004–2005-ben került sor, az ünnepélyes átadás 2006 januárjában történt. Az épületben helyet kapott a Koszta József Múzeum, üzemel konferenciaközpontként valamint alkalmas bálok és egyéb közösségi rendezvények rendezésére is.

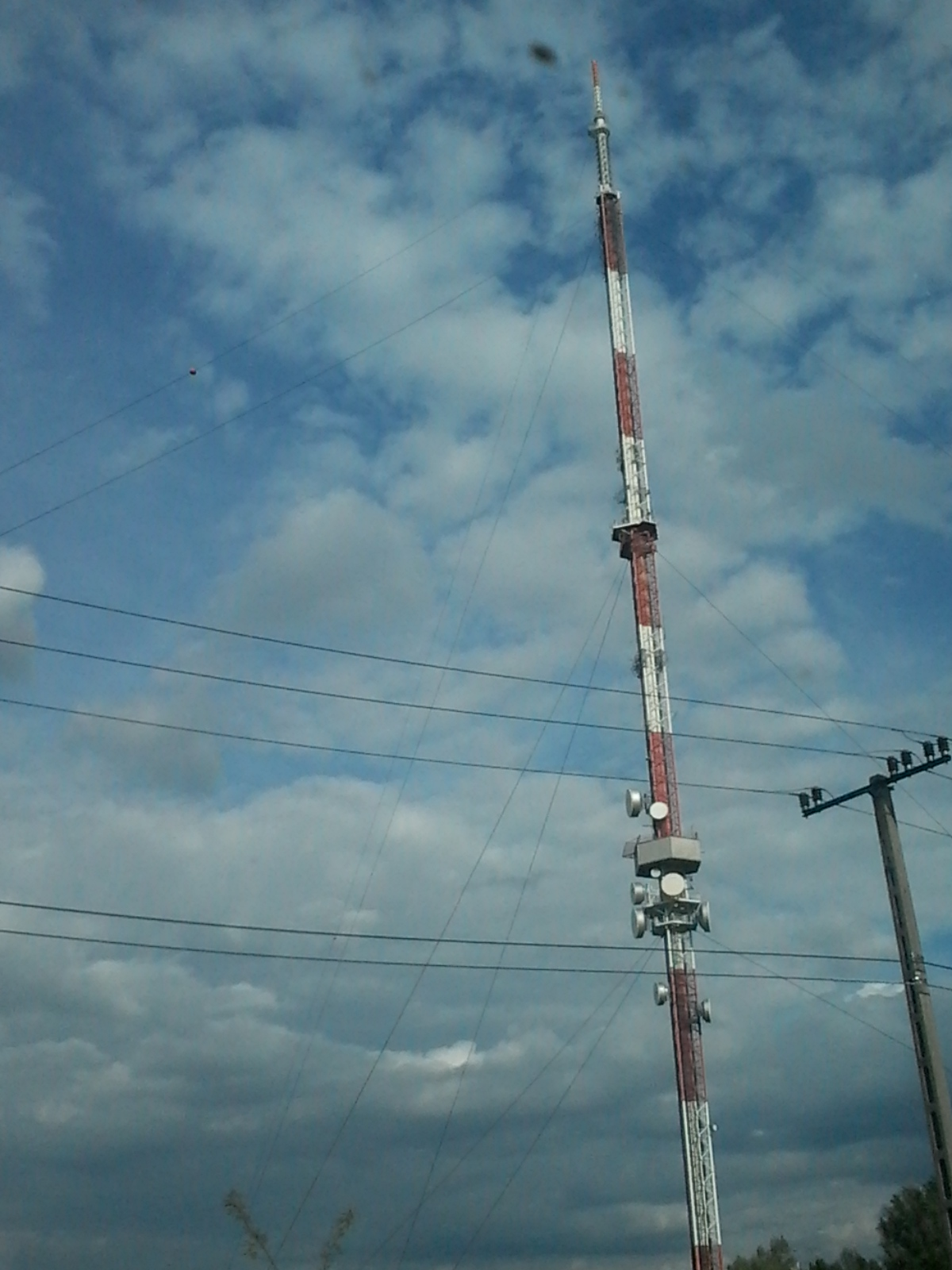
A szentesi tévétorony

### Koszta József Múzeum
A város fő múzeuma, a Koszta József Múzeum 2006 óta a volt Megyeháza épületében működik, azonban megalakulása és működése a Széchenyi-Ligetben található neoklasszikus jellegű épülethez kötődik. Az épületet 1913-ban vette birtokába a Csongrád Vármegyei Történelmi és Régészeti Társulat, amely 1897-ben alakult meg. Csallány Gábor (1871-1945) rakta le a múzeumi gyűjtemény alapjait az általa feltárt szarmata, gepida, avar sírleletekben gazdag gyűjteményével. A múzeum állandó kiállítást tart Koszta József szentesi festő műveiből.

### Tévétorony
A város határában, a 45-ös út Hódmezővásárhely felé vezető szakasza mellett áll a 241 méter magas tévétorony. A tornyot az Uvaterv mérnöke, Reiner Endre tervezte és a Mávag szakemberei építették fel. Az építését 1959 tavaszán kezdték meg, novemberben a város lakói társadalmi munka keretében húzták helyükre a tartókábeleket. Az adóberendezést 1959. december 13-án kapcsolták be először, a tornyot 1960. február 20-án avatták fel ünnepélyesen. Jelenleg az Antenna Hungária üzemelteti. Csongrád-Csanád vármegye legmagasabb épülete.

### Olimpiai tölgy
Lőrincz Márton 1936-os birkózó olimpiai bajnok aranyéremért kapott fája. Az erdélyi születésű birkózó Szentesnek adományozta az ajándékba kapott fát. A szentesiek szóbeszédében a fa az olimpiai tölgy elnevezést kapta.

## Gazdaság
Szentes – és a Dél-Alföld – egyik legjelentősebb vállalata a Hungerit Zrt. (volt: Szentesi Baromfifeldolgozó Vállalat).

## Oktatás
A városban 5 középiskola és 5 általános iskola működik. Felsőoktatási intézmény nincs.

### Középiskolák
- Alföldi ASZC Bartha János Kertészeti Technikum és Szakképző Iskola
- Hódmezővásárhelyi SZC Szentesi Boros Sámuel Technikum
- Horváth Mihály Gimnázium
- Hódmezővásárhelyi SZC Szentesi Pollák Antal Technikum
- Hódmezővásárhelyi SZC Szentesi Zsoldos Ferenc Technikum

2007-től igazgatósági összevonások történtek a Horváth Mihály Gimnázium és a Boros Sámuel Közgazdasági Szakközépiskola valamint a Pollák Antal Műszaki Szakközépiskola és a Zsoldos Ferenc Középiskola és Szakiskola között.

### Általános iskolák
- Deák Ferenc Általános Iskola
- Kiss Bálint Református Általános Iskola
- Klauzál Gábor Általános Iskola
- Koszta József Általános Iskola
- Rigó Alajos Óvoda, Általános Iskola, Szakiskola Diákotthon és Gyermekotthon (kisegítő iskola enyhén értelmi fogyatékos diákok számára) (Egy tűzeset miatt, jelenleg nem folyik oktatás az intézményben.)
- Szent Erzsébet Katolikus Általános Iskola és Óvoda

A csökkenő tanulószám miatt több általános iskola szűnt már meg, Petőfi Sándor Általános Iskola, Damjanich János Általános Iskola, a Gróf Széchenyi István (volt Berekháti) Általános Iskola (2007) (ami főleg kisebbségi diákok képzésével foglalkozott), a magyartési (1996), kajánújfalui és a berki. Határában egykor több tanyasi iskola is üzemelt.

## Egészségügy
- Dr. Bugyi István Kórház

## Sportélete

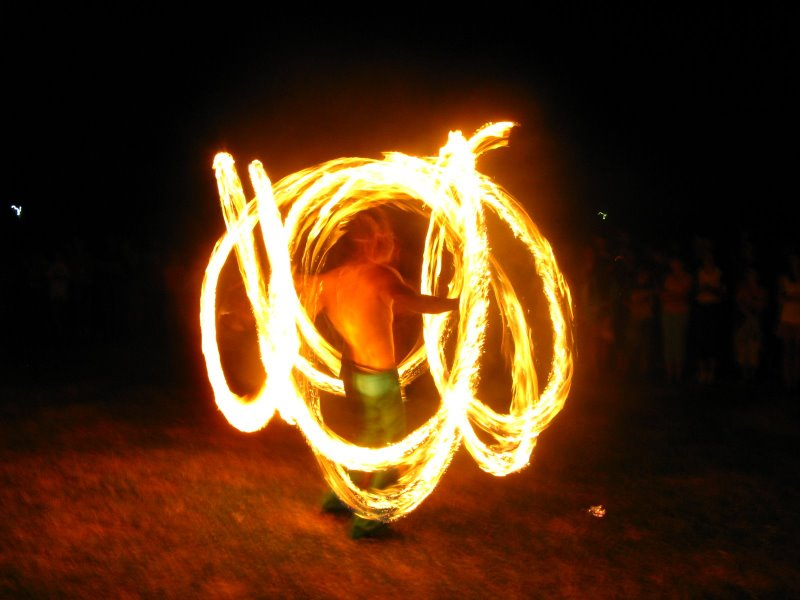
Acrocap bemutató, (2008)

- 1913 óta működik a városban a Szentesi Kinizsi SZITE labdarúgó szakosztálya. Jelenleg a Csongrád megyei I. osztályban szerepel a csapat.
- 1934-ben alapították a Szentesi VK-t. Mind a felnőtt női és férfi csapata a vízilabda OB1-ben szerepel. 1992-ben Szentesen rendezték meg a női vízilabda Bajnokcsapatok Európa Kupájának a döntőjét, amely a hazaiak sikerével zárult, így a legrangosabb trófeát is elhódították a szentesiek.[25]
- 1993 óta a táncklub versenyzői már a SZILVER színeiben indulnak versenyeken.
- 1996 óta a „Nemzet Sportvárosa” kitüntető cím viselője.
- 2001-ben Szentesen rendezték meg a Kjokusin karate Európa-bajnokságot. A sportcsarnok előtt emlékművet állítottak a sportágat alapító Szószaj Ójama Maszutacu tiszteletére.
- 2006 óta működik az ACROCAP sportcsoport .[26] Okleveles edzője Dömsödi Ferenc.
- Jelenleg két cselgáncs-szakosztály is működik: a Pollák DSE Kalydy Zoltán vezetésével és a Petőfi DSE Tóth Béla vezetésével.
- 2008 óta működik a Szentesi Kosárlabda Klub utánpótlás. Okleveles edzője Aleksandar Preskar.
- 2015 nyarán megalapították a Szentesi Farkasok KC-t. Több korosztályban foglalkozik a klub utánpótlás neveléssel. Felnőtt férfi csapata a megyei bajnokságban játszik.
- [27]

## Ismert személyek

### Szentesen születtek
- Acsády György (1947. március 24. –) a Magyar Köztársasági Érdemrend tisztikeresztjével kitüntetett magyar orvos, érsebész, egyetemi tanár, a Semmelweis Egyetem Ér- és Szívsebészeti Klinika klinikavezetője, a Magyar Tudományos Akadémia doktora
- Antal Endre (1900–1971) építészmérnök, Szentes város főmérnöke
- Balázs Árpád (1937. október 1. –) zeneszerző
- Bácskai János (1954. november 27. –) színművész
- Békefi Antal (1858. szeptember 1. – Szeged, 1907. október 2.) író, újságíró
- Berkes János (1946. május 24. –) magyar operaénekes (tenor)
- Béres Tamás (1979. június 24. –) író, szociológus
- Bíró Ferenc (1937. február 5. – 2024. március 4.) magyar irodalomtörténész, egyetemi tanár
- Bónus Tibor (1972. március 1.) irodalomtörténész, egyetemi docens
- Bugyi István (1898. január 3. – 1981. április 3.) sebész főorvos
- Csallány Dezső (1903. október 11. – Nyíregyháza, 1977. március 28.) régész, múzeumigazgató, bibliográfus
- Cserna-Szabó András (1974. március 9. –) József Attila-díjas (2010) magyar író, újságíró
- Csete György Kossuth-díjas (1937. november 5. –) építész
- Cicatricis Lajos (1862. január 19. – 1953. február 26.) politikus, felsőházi tag
- Dúró Dóra (1987. március 5.–) országgyűlési képviselő
- Fekete Márton (1849. június 21. – 1924. szeptember 24.) vármegyei tisztviselő, ármentesítési főigazgató és országgyűlési képviselő. Utcát neveztek el róla.
- Gáspár Sándor (1956. április 9. –) színművész
- Gáspár Tibor (1957. szeptember 2. –) színművész
- Gera József repülőtervező, fejlesztőmérnök, a NASA nyugalmazott kutatási igazgatója
- Gilicze Antal (1885. május 30. – 1944. május 28.), református lelkész
- Hankó Attila (1961. június 21. – 2000. december 2.) színművész
- Horváth Mihály (1809. október 20. – 1878. augusztus 19.) magyar történész, püspök
- Jurka László rendező, színházigazgató
- Károlyi Mór fogorvos
- Kárász Zénó (1969. július 16. –) színművész
- Kiss Bálint festőművész
- Korom Ferenc vezérezredes, a Magyar Honvédség volt parancsnoka
- Kőhalmi Zoltán (1977. október 29. –) humorista  Kulinyi Zsigmond újságíró
- Lénárt László (1970. március 26. –) színművész
- Magasházy László (1879–1959) tábornok, Horthy Miklós szárnysegédje
- Márkus László (1881–1948) drámaíró, kritikus, színházi és filmrendező, díszlet- és jelmeztervező, színházigazgató, főiskolai tanár
- Mucsi András (1929. január 16. – 1994. február 22.) művészettörténész
- Négyesy László (1861–1933) irodalomtörténész, esztéta, az MTA tagja
- Olasz Etelka (1960. december 21. –) bábművész, színművésznő, előadóművész
- Orosz Árpád (1926. január 16. – 2022) magyar építőmérnök, egyetemi tanár
- Őze Lajos (1935. április 27. – 1984. október 21.) színművész. Nevét őrzi a városi mozi és egy utca.
- Pataki Ilona (1924–) pro-urbe díjas nyugdíjas főorvos
- Pitti Katalin (1951. december 7.) opera-énekesnő, szoprán
- Idősebb Purjesz Zsigmond (1845–1896) orvos, egyetemi magántanár, ifjabb Purjesz Zsigmond unokabátyja és Purjesz Ignác bátyja.
- Purjesz Zsigmond (1846–1918) orvos, belgyógyász, egyetemi professzor.
- Purjesz Ignác (1852–1928) magyar orvos, Purjesz Zsigmond öccse.
- Szalay Péter (1962. június 17. -) kvantumkémikus, elméleti kémikus
- Szántó Georgina (1976–) műsorvezető
- Szécsi Noémi (1976. március 29. –) József Attila-díjas magyar író
- Szeder János (1896–?) gépészmérnök, sportvezető, országgyűlési képviselő
- Szentesi Zöldi László (1970. április 17. –) újságíró
- Szigeti György (1905. január 29. – 1978. november 27.) Kossuth-díjas magyar fizikus, villamosmérnök, a műszaki tudományok doktora, a Magyar Tudományos Akadémia rendes tagja.
- Szőke András (1962. október 11. –) rendező, színész
- Tarnóczi Lajos (1886. január 9. – 1953. augusztus 16.) református lelkész, egyházi író.
- Terney László (1947. május 19. – 1998) városi építészmérnök, (többek között a Szentesi zsinagóga felújítása fűződik a nevéhez)
- Ujréti László (1942. augusztus 17.) Jászai Mari-díjas színész, szinkronszínész, Terence Hill olasz színész leggyakoribb magyar hangja
- Várady László (1895–1974) magyar gyógyszerész, jogász, kormányfőtanácsos, országgyűlési képviselő
- Zsoldos Ferenc (1920. augusztus 2. – 2002. január), sebész főorvos
- Zsoldos Péter (1930. április 20. – 1997. szeptember 26.), sci-fi-író

### Szentesen éltek/vagy élnek
- Badár Sándor színész, humorista
- Csallány Gábor (Tamási, 1871. május 10. – Budapest, 1945. január 31.), régész, múzeumalapító igazgató
- Csíky László (Szeged, 1942. június 18. –) orvos, karikatúra szobrász. Szentesen él és dolgozik 1957 óta.
- Kiss Bálint (1772–1853) református lelkész, történész, az MTA tagja, 1799-től haláláig Szentes református lelkésze
- Koncz Antal (Orosháza, 1884. augusztus 6. – Szentes, 1957. július 9.) szobrászművész
- Koszta József (Brassó, 1861. március 27. – Budapest, 1949. július 29.), festőművész
- Mezey Lajos (1891–?) jogász, szakíró, országgyűlési képviselő
- Rózsa Gábor (Szeged, 1944. június 24. – Szentes, 2006), régész
- Sztanó György László (Szeged, 1997. április 11. –) parafekvenyomó

### Szentesen tanultak
- Alföldi Róbert színművész, rendező, a Magyar Nemzeti Színház volt igazgatója
- Angyal Dávid történész
- Fesztbaum Béla színművész
- Gazdag Tibor színművész
- Hevesi Tamás zenész, énekes
- Kasza Tibor énekes (Crystal)
- Kerekes Viktória színművésznő
- Lajtai Kati énekes (Crystal)
- Náray Erika színművésznő
- Péter Szabó Szilvia énekesnő (NOX)
- Szekeres Adrien énekesnő
- Zsédenyi Adrienn énekesnő

### Szentesen haltak meg
- Rupert Rezső (1880–1961) ügyvéd, újságíró, országgyűlési képviselő

## Testvérvárosai
- Topolya, Szerbia
- Buñol, Spanyolország
- Újszentes, Románia
- Askelón, Izrael
- Kaarina, Finnország
- Markgröningen, Németország
- Sankt Augustin, Németország
- Skierniewice, Lengyelország
- Sepsiszentgyörgy, Románia[28]

## Érdekességek
- 2013-ban itt mérték az ország legkisebb éves csapadékösszegét. Ebben az évben mindössze 469,1 mm csapadék hullott.[29]
- Innen származnak Kesha Rose Sebert (művésznevén: Kesha) amerikai énekesnő-dalszövegíró felmenői.[30]

## Képgaléria

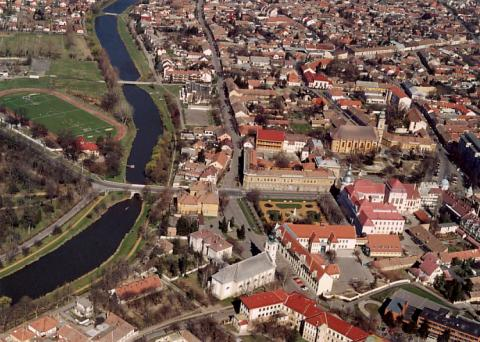
A Kurca és a városközpont
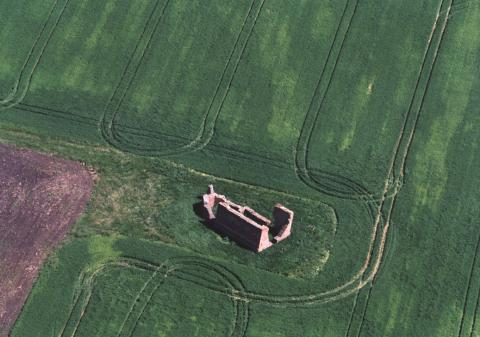
Az ecseri templomrom
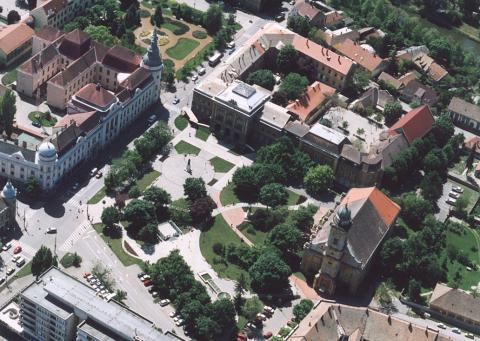
A főtér
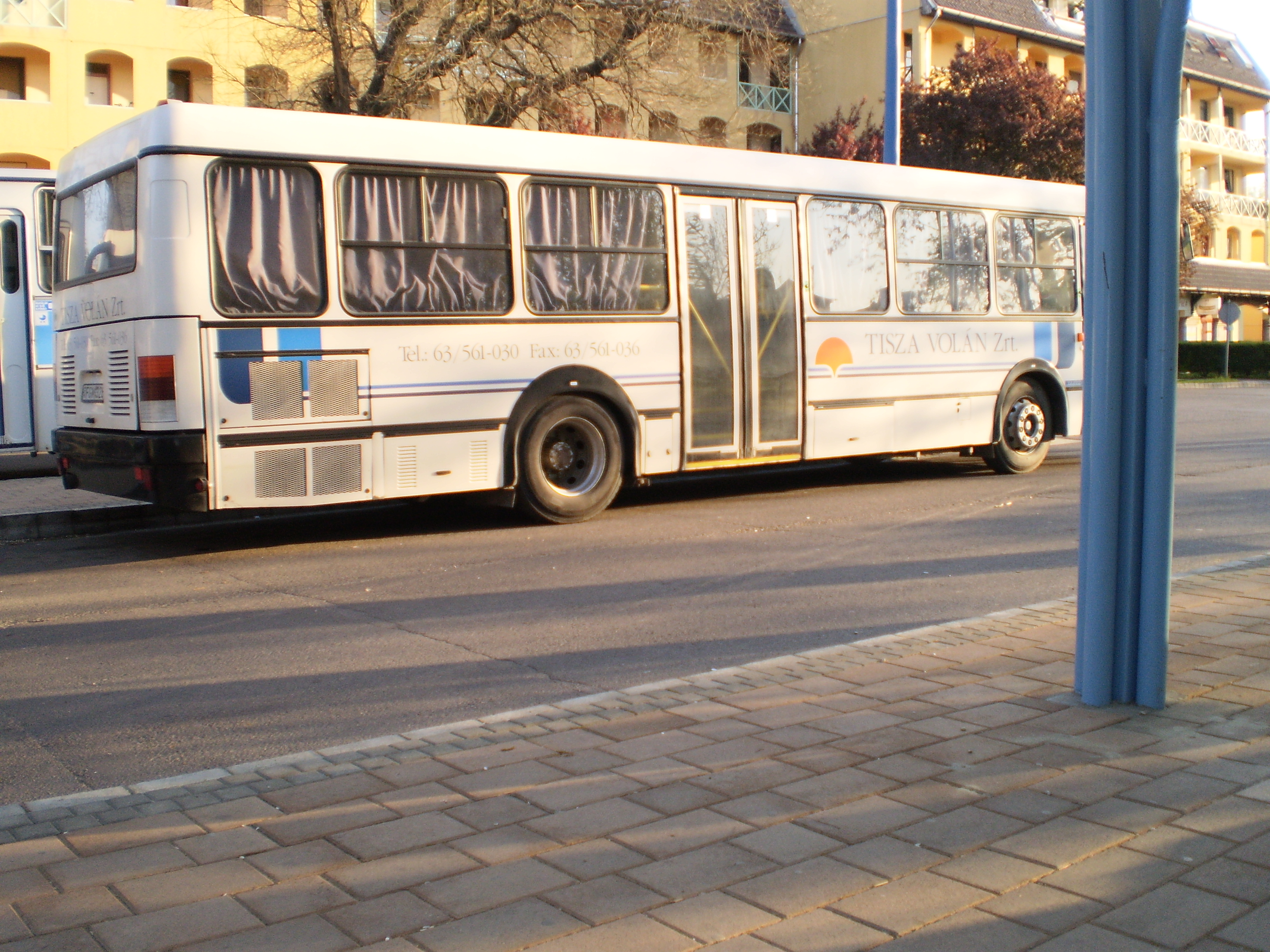
A Tisza Volán Közlekedési és Szolgáltató Zrt. autóbusza a szentesi autóbusz-állomáson.
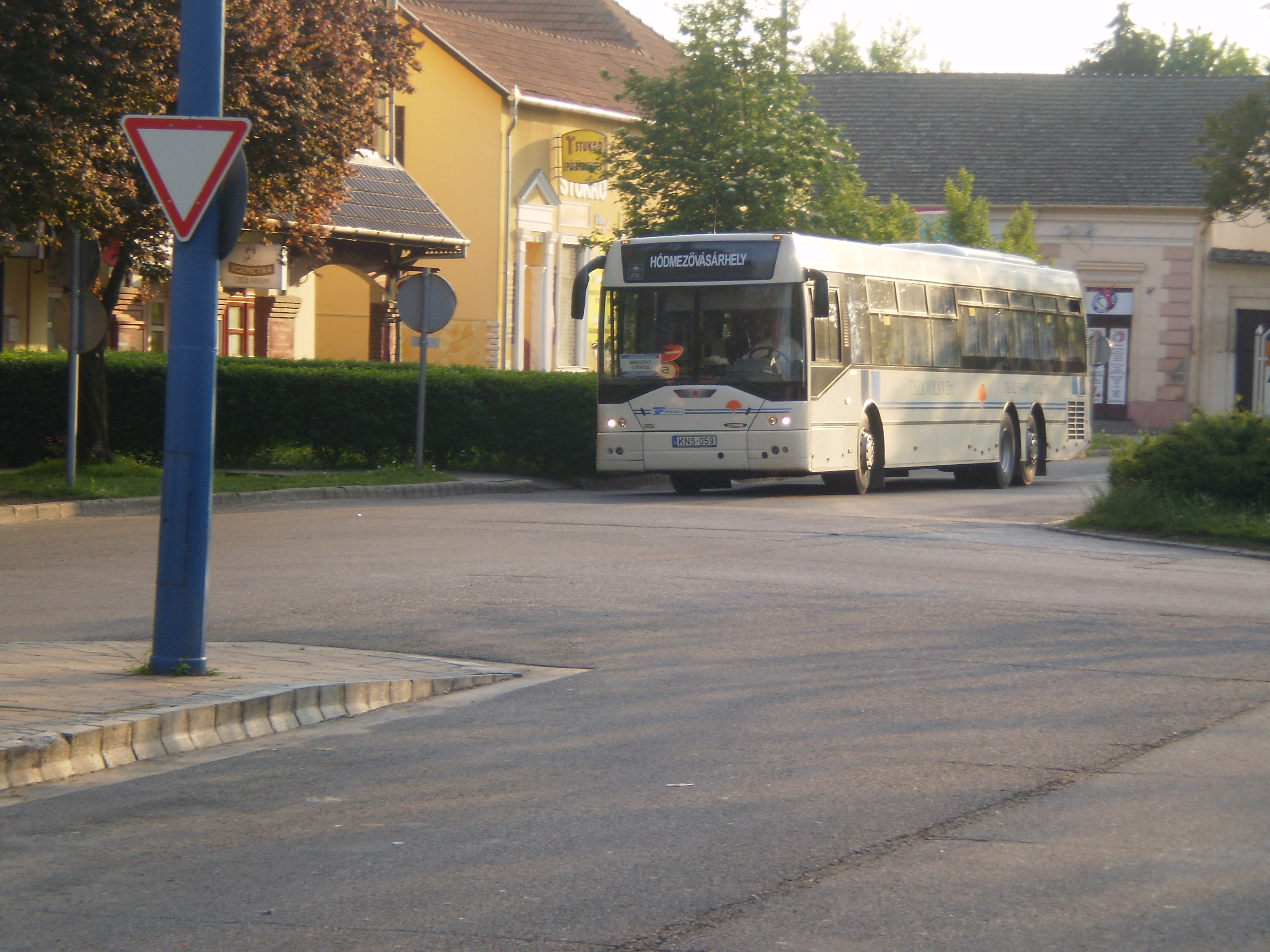
A Tisza Volán egyik Ikarus alacsony padlós hódmezővásárhelyi autóbusza, éppen beért a szentesi autóbusz-állomásra.